# Һ (слово ћирилице)
Һ һ (Һ һ; искошено: Һ һ) је писмо ћириличног писма. Зове се Ша или Хе. Његов облик потиче од латиничног слова H (H h), али су велики облици сличнији наопаком ћириличном слову Ч (Ч ч), јер ћирилично слово Н (Н  н) већ има исти облик као латинично слово Х.
Већина језика који користе то слово називају га "ха" - име "ша" је настало када је писмо кодирано у Unicode-у.
Һ често представља безвучни глотални фрикатив /х/, попут изговора ⟨х⟩ у "хеликоптер";  и користи се у алфабетима следећих језика:
| Language           | Notes                                        | Phoneme |
| ------------------ | -------------------------------------------- | ------- |
| Азербејџански      | 1939–1991, сада користи абецеду.             | /h/,/ħ/ |
| Башкирски          |                                              |         |
| Бурјатски          |                                              |         |
| Долгански          |                                              |         |
| Калмички језик     |                                              |         |
| Казашки            | Ретко се користи, замењује се латиничним "H" |         |
| Килдин-Самски      |                                              |         |
| Курдски            |                                              |         |
| Татарски           |                                              |         |
| Јакутски           |                                              |         |
| Дагестански језици |                                              |         |

Бектурова, А.Ш. (2004). Казахский язык для всех. Атамұра. ISBN 9965-05-910-1.
Из казашког језика је избачено реформама алфабета 2021. године, где постоји само слово H, које представља и ћириличко Х (Х х) и Һ (Һ һ).

## Рачунарски кодови
| Знак                      | Һ                            | Һ                            | һ                          | һ                          |
| ------------------------- | ---------------------------- | ---------------------------- | -------------------------- | -------------------------- |
| Назив у Уникоду           | CYRILLIC CAPITAL LETTER SHHA | CYRILLIC CAPITAL LETTER SHHA | CYRILLIC SMALL LETTER SHHA | CYRILLIC SMALL LETTER SHHA |
| Врста кодирања            | децимална                    | хексадецимална               | децимална                  | хексадецимална             |
| Уникод                    | 1210                         | U+04BA                       | 1211                       | U+04BB                     |
| UTF-8                     | 210 186                      | D2 BA                        | 210 187                    | D2 BB                      |
| Нумеричка референца знака | &#1210;                      | &#x4BA;                      | &#1211;                    | &#x4BB;                    |

## Слична слова
- Х х : Ћириличко слово Х.
- Ш ш : Ћириличко слово Ш.
- H h : Латиничко слово H
- Š š : Латиничко слово S са кароном.
- Ҳ ҳ : Ћириличко слово Х са силазницом.